# V字型車体

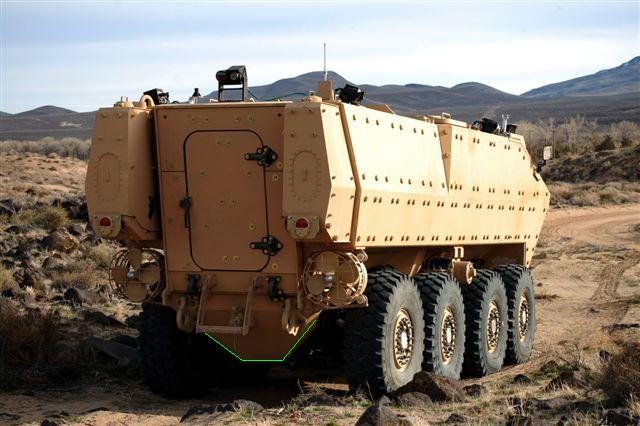
海兵隊人員輸送車両（:en:Marine Personnel Carrier）の後部面で、緑色の線で強調された部分がV字型となっている。これにより地雷やIEDの攻撃から被害を防いでいるが、それと引き換えに重心が上がり転倒する可能性が増大している。

V字型車体（ブイじがたしゃたい、英語：V-hull）は、装甲兵員輸送車（APC）や歩兵機動車（IMV）および歩兵戦闘車（IFV）で用いられる装甲車両設計の方法の一種。
その設計の先駆は1970年代に登場したレオパルド装甲車（en）に求められ、ローデシア紛争に投入される。特に対戦車地雷に苦しめられた南アフリカでは多くのV字型装甲車両が開発されておりランド・システムズ OMC社（en:Land Systems OMC）製のラーテル歩兵戦闘車やブッフェル装甲兵員輸送車、マンバ装甲兵員輸送車などがある。

## デザイン
その設計の目的は地雷や即席爆発装置の爆風から乗員や車体の生存性を向上させるためで、V字型の傾斜装甲を採用している。装甲板にある一定の角度を与えることによって、爆風によって飛散する破片等が車内に貫通しないように逃し、装甲材使用量の増加を抑制しつつ生存性の向上を図っている。
V字型車体は、幾つか異なる方法で装甲車両の設計に取り入れられている。多くの車種では、例えばBAEシステムズ社のRG-31やRG-33はモノコック・シャシにV字型車体を取り込み、他にはATF ディンゴやマックスプロのようにボディ・オン・フレームにV字型車体コンポーネントを、そして更にV字もしくは半円形部位を用いることによって動力伝達系路を保護している。他には、クーガー装甲車のようにV字型乗員コンポーネントを備え、動力伝達系路とサスペンションコンポーネントが破壊されるのと引き換えに、乗員の安全を確保する方式もある。ストライカー装甲車の大規模アップデートでは「ダブルV車体」と呼ばれる防爆構造が導入される。具体的な形態が明らかな資料は少ないが、車体底に2条のV字構造（断面形はW字型になる）を持ち、防護範囲を兵員の座席がある車内左右側に限定する代わりに、車高の上昇や有効容積の縮小を軽減するものとみられる。

## ギャラリー

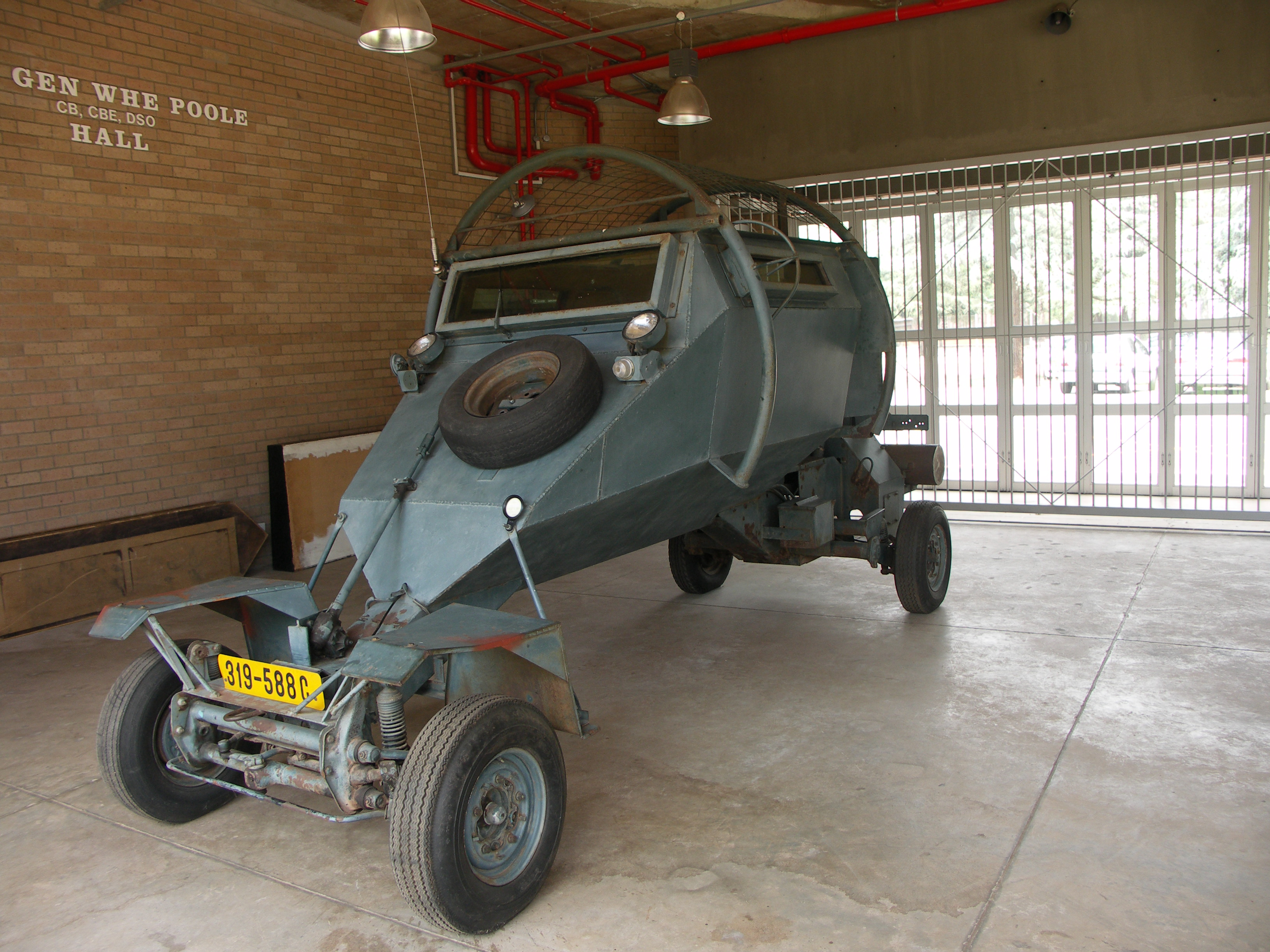
ローデシアのレオパルド装甲車。最初期のV字型車体を採用した対地雷軍用車のひとつ。転倒に備えた環形の車体ガード、乗員付近で触雷しないよう車体から離された前後輪、爆圧がこもらないよう天井が幌掛けになっているなど、様々な地雷対策が施されている。
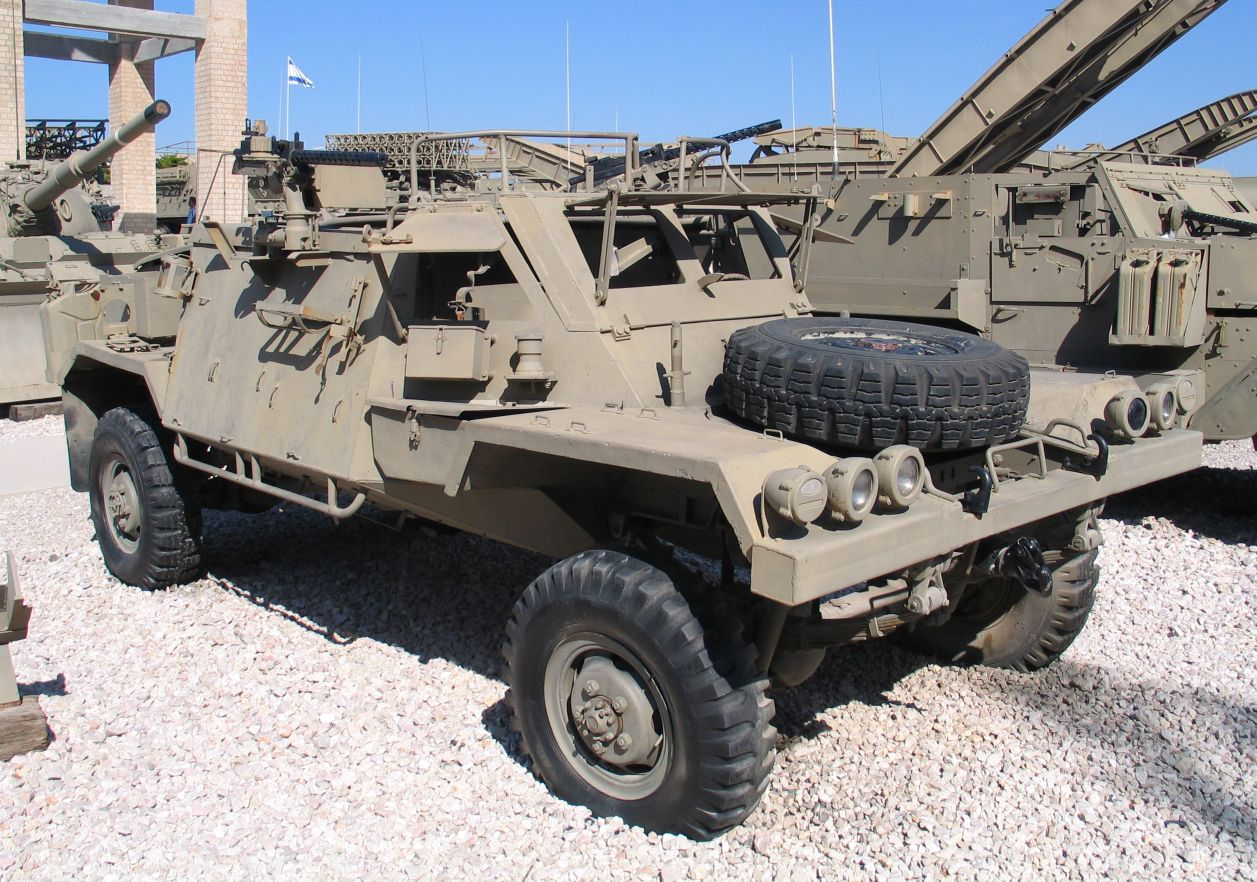
イスラエルのRAMTA RBY偵察装甲車。1975年に開発された、V字型車体を採用した初期の対地雷防御を兼ね備えた装甲車のひとつ。
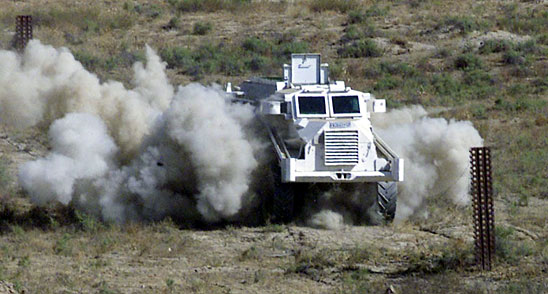
バグラム空軍基地で地雷と接触するキャスパー装甲兵員輸送車
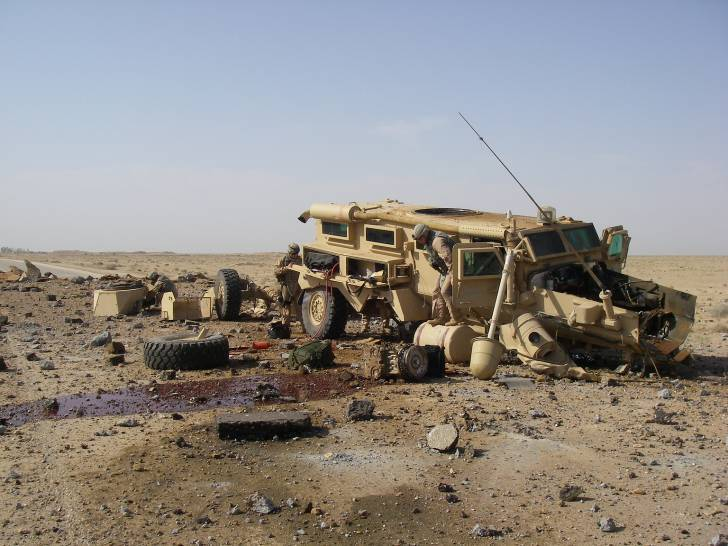
イラクでのクーガー装甲車。IEDの攻撃で大破したがV字型車体のおかげで乗員は全員助かっている。
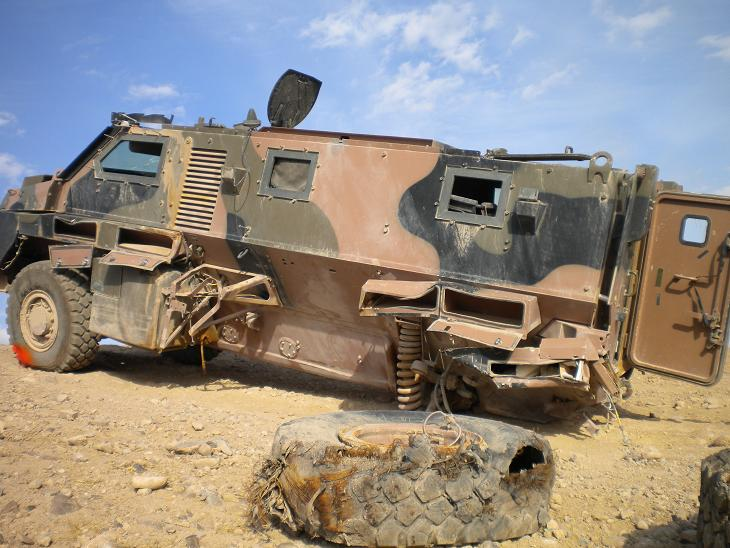
IEDによって大破したブッシュマスター装甲車。駆動系は破損しているが車体は無傷である。
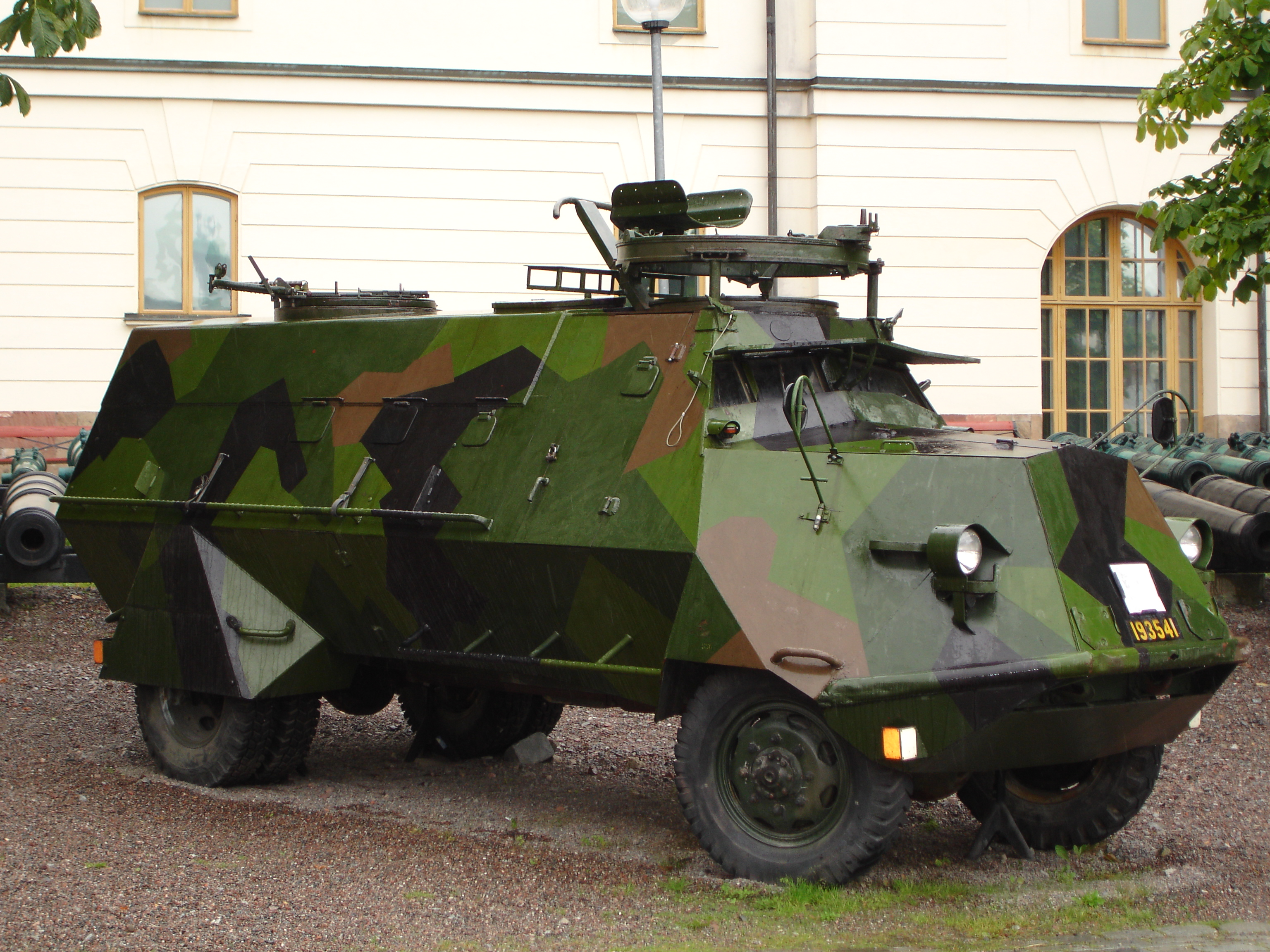
スウェーデン軍の最初のAPCであるTerrängbil m/42 KP（sv:Terrängbil m/42 KP）は1942年から1990年前半まで運用していた。コンゴ動乱では戦闘を経験している。
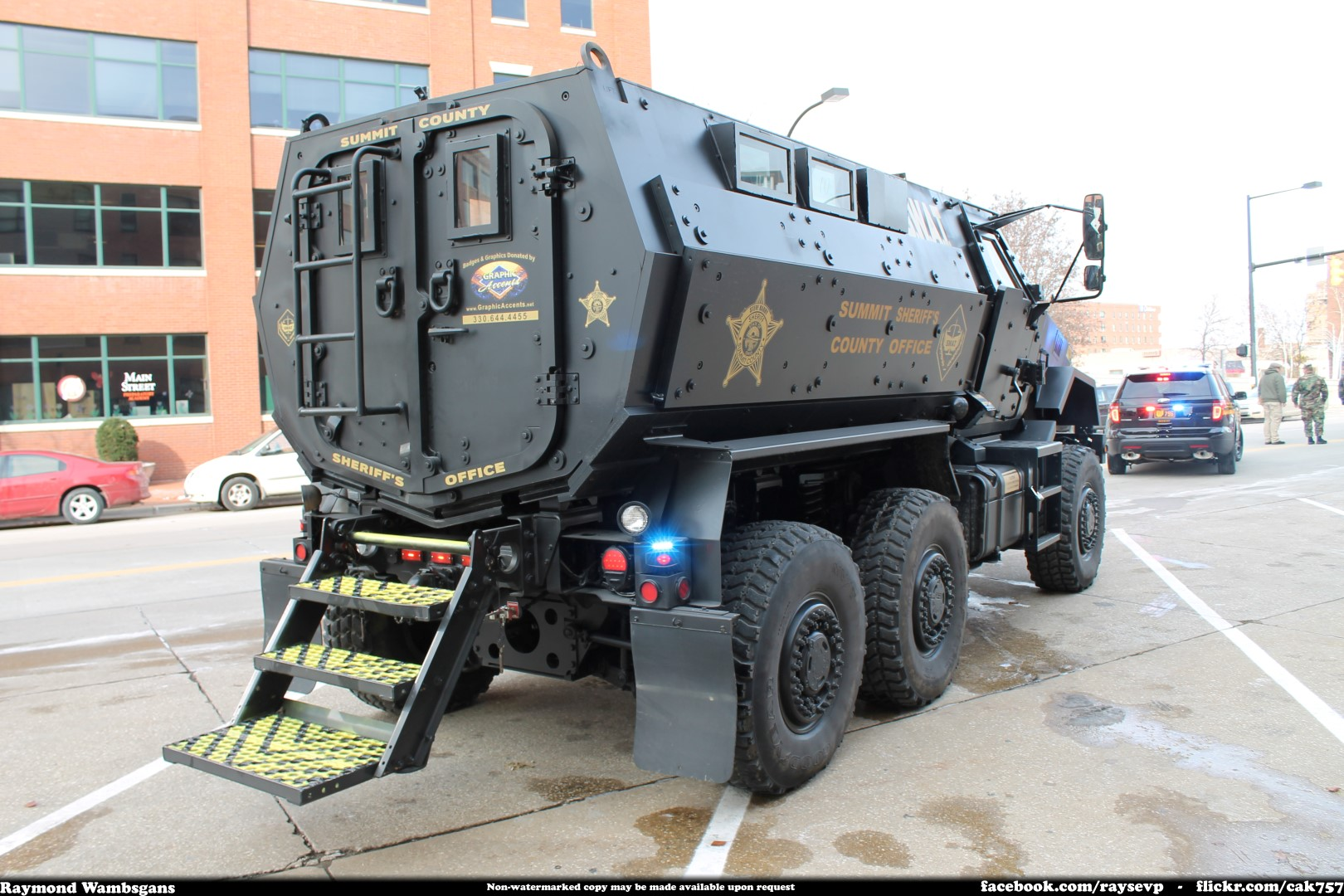
SWAT部隊に装備されたケイマンMTVの後部。シャーシの上にV字床を持つ装甲兵員室が載っている。